# Raichbergturm
Der Raichbergturm ist ein Aussichtsturm des Schwäbischen Albvereins auf dem 956 Meter hohen Raichberg. Der 500 Meter südlich des Traufs der Schwäbischen Alb gelegene Turm liegt auf der Gemarkung von Onstmettingen, einem Stadtteil von Albstadt im Zollernalbkreis.

## Geschichte
Der 22 Meter hohe Turm wurde 1928 in Vollbetonbauweise zusammen mit dem Wanderheim Nägelehaus auf der höchsten Kuppe des Raichberges (956 m ü. NHN) erbaut, die Bauzeit für Haus und Turm betrug sechs Monate, das Einweihungsfest fand am 11. und 12. August 1928 statt.
Im Sommer 1936 wurde ein 63 Meter hoher Vermessungsturm mit einem Beobachtungsstand und einer Plattform in Holzbauweise errichtet. Nach nur acht Jahren Standzeit wurde das Holzgerüst infolge starker Verwitterungsschäden im Jahre 1944 wieder abgerissen.
Der Turm wurde 1986 renoviert und 2014 neu in Rot gestrichen.

## Relaisfunkstelle
Funkamateure betreiben auf dem Turm das 70-cm-BOS-Funk-Relais mit dem Rufzeichen DB0RAB. Das Relais bedient die Betriebsarten FM und den digitalen DMR Mode.

## Bilder

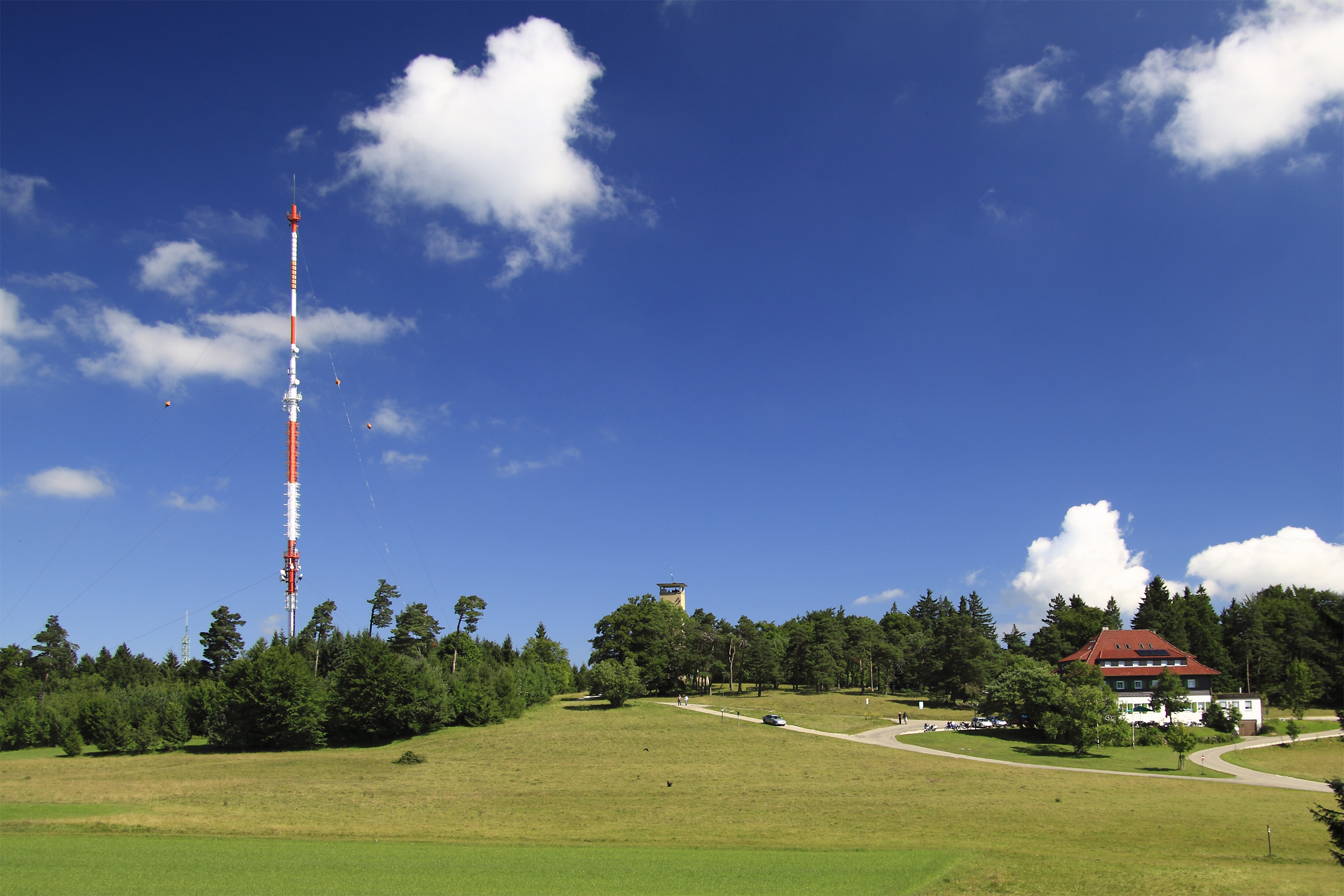
Raichbergturm, Sender Raichberg und Nägelehaus
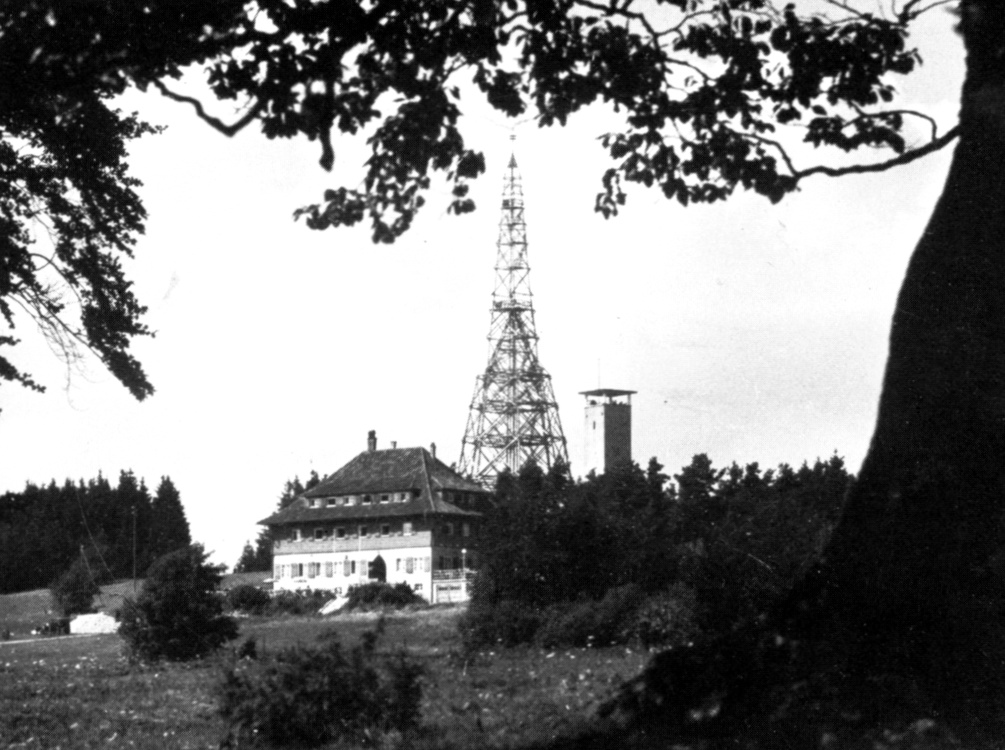
Vermessungsturm auf dem Raichberg (um 1938)
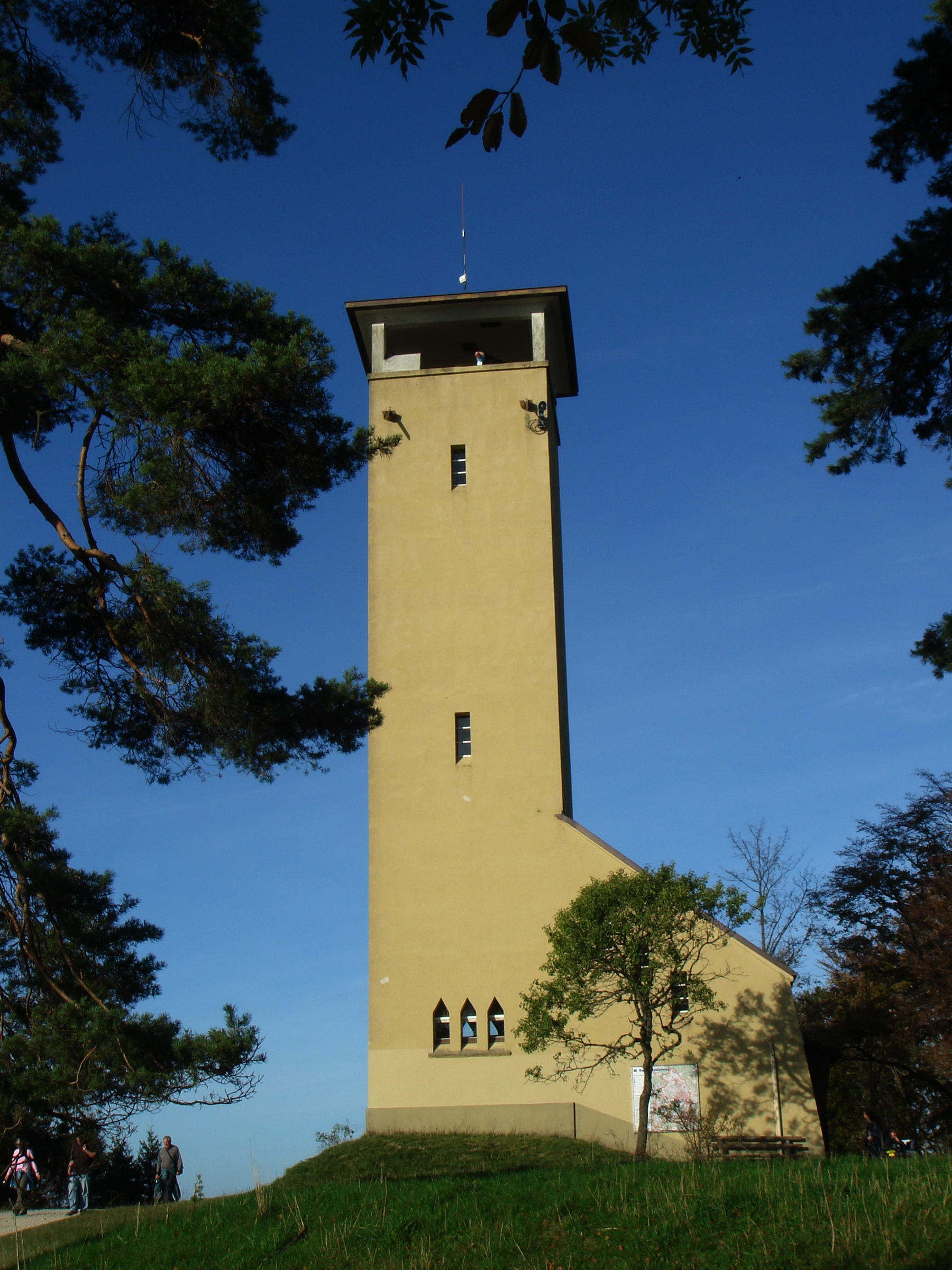
Aussichtsturm (1986–2014)